# قانون راستین پادشاهی‌های آزاد

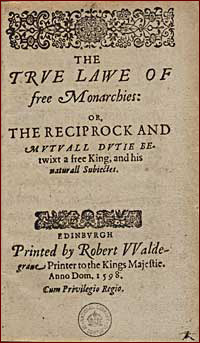
بخشی از کتاب قانون راستین پادشاهی‌های آزاد

قانون راستین پادشاهی های آزاد (به زبان اسکاتس: The True Law of free Monarchies) نام کتابی است که به زبان اسکاتس نوشته جیمز ششم پادشاه اسکاتلند در سال ۱۵۹۸ (میلادی).
جیمز برای نخستین بار در این کتاب به بیان و دفاع از ایده‌ی حق‌الهی پادشاهان می پردازد و آن را به عنوان صورتی مدنی از خلافت رسولی معرفی می کند.